# فرودگاه شهری کولیج
فرودگاه شهری کولیج (به انگلیسی: Coolidge Municipal Airport) (به زبان بومی: Coolidge Army Airfield) یک فرودگاه همگانی بهره‌برداری هوایی است که یک باند فرود آسفالت دارد و طول باند آن ۱۶۸۵ متر است. این فرودگاه در کشور ایالات متحده آمریکا قرار دارد و در ارتفاع ۴۸۰ متری از سطح دریا واقع شده‌است.